# Alan Rees
Alan Rees (Langstone, Newport, Wales, 12. siječnja 1938. – Ascot, Berkshire, Engleska, 6. rujna 2024.) bio je britanski vozač automobilističkih utrka te osnivač momčadi March i Arrows. 